# Berlandina hui
Berlandina hui là một loài nhện trong họ Gnaphosidae. Loài này săn mồi ban đêm trong khi ban ngày thì ẩn mình dưới các tảng đá và lá cây. Cơ thể chúng có hình oval, hẹp và chỉa về phia sau.
Loài này thuộc chi Berlandina. Berlandina hui được Daxiang Song, Mingsheng Zhu & Feng Zhang miêu tả năm 2004.